# قشلاق گنجه
قشلاق گنجه، روستایی از توابع بخش جاپلق شهرستان ازنا در استان لرستان ایران است.

## جمعیت
این روستا در دهستان جاپلق شرقی قرار دارد و براساس سرشماری مرکز آمار ایران در سال ۱۳۸۵، جمعیت آن ۱۰۲ نفر (۲۵خانوار) بوده‌است.